# Shawn Crahan
Michael Shawn Crahan pseudonim Clown (ur. 24 września 1969 w Des Moines) – amerykański wokalista, muzyk i instrumentalista. Znany z występów w grupie muzycznej Slipknot, której jest współzałożycielem. Ponadto, współpracował z grupami To My Surprise i Dirty Little Rabbits.

## Dyskografia
| Slipknot - Slipknot (1999, Roadrunner Records) - Iowa (2001, Roadrunner Records) - Vol. 3: (The Subliminal Verses) (2004, Roadrunner Records) - All Hope Is Gone (2008, Roadrunner Records) - .5: The Gray Chapter (2014, Roadrunner Records) - We Are Not Your Kind (2019, Roadrunner Records) - The End, So Far (2022, Roadrunner Records) |  | Dirty Little Rabbits - Breeding (2007, Sopra Evil Records) - Simon (2009, The End Records) - Dirty Little Rabbits (2010, The End Records) |

## Instrumentarium
- Dunnett Classic Drums[1]
- 2 Mounted Toms[1]
- 1 Floor Tom[1]
- 1 Pusta stalowa beczka[1]
- 1 Bass Drum[1]
- Zildjian Absolute Rock Sticks[1]
- Vater Hammer Sticks[1]

## Filmografia
| Tytuł                                                 | Rok  | Rola         | Uwagi                                           | Źródło      |
| ----------------------------------------------------- | ---- | ------------ | ----------------------------------------------- | ----------- |
| "We Sold Our Souls for Rock 'n Roll"                  | 2001 | jako on sam  | film dokumentalny, reżyseria: Penelope Spheeris | [ 2 ]       |
| "Monster Energy Roast on the Range with Corey Taylor" | 2014 | jako on sam  | roast, reżyseria: Bryan Beasley                 | [ 3 ] [ 4 ] |
| "Taśmy Watykanu"                                      | 2015 | jako weteran | film fabularny, reżyseria: Mark Neveldine       | [ 5 ]       |